# Louis Dochez
Louis Dochez (* 1805; † 1859) war ein französischer Lexikograf und Übersetzer.

## Leben und Werk
Dochez, der sich selbst als « professeur de linguistique » bezeichnete, war Autor eines an sich bedeutenden, aber kurze Zeit später von Émile Littré in den Schatten gestellten Wörterbuchs des Französischen, zu dem der Sprachwissenschaftler Paulin Paris ein Vorwort schrieb.

## Wörterbuch
- Nouveau dictionnaire de la langue française, contenant la définition de tous les mots en usage, leur étymologie, leur emploi par époques, leur classification par radicaux et dérivés, les modifications qu'ils ont subies, les idiotismes expliqués, développés et rangés par ordre chronologique, de nombreux exemples choisis dans les auteurs anciens et modernes et disposés de manière à offrir l'histoire complète du mot auquel ils se rattachent, Paris 1860, 1351 Seiten

## Weitere Werke und Übersetzungen
- (zusammen mit Amédée Paquis) Histoire d’Espagne, depuis l’an 1157 jusqu’à la mort de Charles III...depuis l’avénement de Charles IV jusqu ́à la mort de Ferdinand VII, Paris 1838, 1844
- Histoire de l'Empire ottoman, depuis son origine jusqu'à nos jours, par M. [Joseph] de Hammer [-Purgstall]. Traduit de l'allemand sur la 2e édition, par M. Dochez, Paris 1840–1842
- Histoire d'Italie depuis les premiers temps jusqu'à nos jours, par le Dr Henri [Heinrich] Leo et [Carlo] Botta, traduite de l'allemand et considérablement augmentée de notes depuis le milieu du XVIe siècle, par M. Dochez, Paris 1856